# 孙昌隆
孙昌隆（1961年7月—），男，汉族，台湾高雄人，中华人民共和国政治人物。现任天津市南开区政协副主席，台盟天津市委副主委。第十三、十四届全国政协委员。